# Samir Handanovič
Samir Handanovič (IPA: [ˈsaːmiɾ xanˈdaːnɔʋitʃ], in bosniaco Samir Handanović; Lubiana, 14 luglio 1984) è un ex calciatore sloveno, di ruolo portiere, tecnico della squadra Under-17 dell'Inter.
Considerato uno dei migliori portieri della sua generazione, ha iniziato la carriera in Slovenia, per poi trasferirsi in Italia, dove ha militato nell'Udinese, nel Treviso, nella Lazio, nel Rimini e ancora nell'Udinese. Dal 2012 al 2023 ha giocato nell'Inter, di cui è stato capitano dal 2019 al 2023 e con cui ha vinto un campionato italiano (2020-2021), due Supercoppe italiane (2021 e 2022) e due Coppe Italia (2021-2022 e 2022-2023), oltre ad aver raggiunto una finale di UEFA Europa League (2019-2020) e una di UEFA Champions League (2022-2023). Con la nazionale slovena, della quale ha fatto parte dal 2004 al 2015, ha giocato da titolare il campionato del mondo 2010.
È secondo tra i giocatori stranieri più presenti in Serie A, alle spalle di Javier Zanetti (615), e il primo portiere per numero di presenze con l'Inter in Serie A. Detiene il primato di calci di rigore parati nella storia della Serie A ed è il portiere che ne ha parati di più nel corso di una stagione, 6 (nel campionato 2010-2011). A livello individuale è stato nominato per tre volte calciatore sloveno dell'anno (2009, 2011, 2012), oltre ad essere stato inserito nella Squadra dell'anno AIC nel 2011, nel 2013 e nel 2019.

## Biografia
Di origini bosniache, è sposato dal 2012 con Zoja, dalla quale ha avuto due figli. Inoltre è cugino di Jasmin Handanovič, anch'egli portiere, con cui ha condiviso la partecipazione al campionato del mondo 2010.

## Caratteristiche tecniche
(Giuliano Sarti)
Soprannominato Batman, è stato un portiere agile nonostante il fisico imponente. Nel corso della carriera si è distinto per costanza di rendimento e sicurezza nelle uscite (soprattutto in quelle basse, tra i maggiori punti di forza del suo repertorio), nonché per una spiccata propensione a parare i calci di rigore.
Estremo difensore di stampo tradizionale, dedito quasi esclusivamente alla protezione della porta, durante la sua militanza nell'Inter ha saputo modificare il proprio stile di gioco: in particolare, durante le gestioni di Luciano Spalletti e Antonio Conte, è migliorato nella visione tattica e nella lettura del gioco, quanto nel controllo di palla e nella precisione dei passaggi, affermandosi come elemento chiave per la costruzione della manovra dal basso. Sotto il profilo mentale, si è dimostrato capace di reagire a momenti di flessione e con la maturità ha evidenziato doti di leadership, che lo hanno portato a diventare un punto di riferimento per i compagni in campo e per gli allenatori.

## Carriera

### Giocatore

#### Club

##### Inizi, Udinese e prestiti
Cresciuto tra Domžale e Slovan Lubiana, esordisce con lo Zagorje, club della seconda serie slovena, il 17 agosto 2003, nella vittoria per 2-1 contro il Livar. Dopo aver giocato 11 partite da agosto a novembre, mantenendo la porta inviolata in 3 occasioni, torna al Domžale, con cui debutta in massima serie il 25 aprile 2004, nel pareggio per 1-1 contro lo Šmartno ob Paki, all'età di 19 anni. Gioca altre 6 gare fino al termine della stagione, non subendo gol in una sola partita.
All'età di 20 anni viene acquistato a titolo gratuito dall'Udinese. Esordisce con la maglia bianconera il 20 novembre 2004 allo stadio Via del mare di Lecce in Lecce-Udinese (4-5) di Coppa Italia, venendo espulso al 91' per un fallo su Mirko Vučinić in area di rigore (il conseguente rigore viene parato dall'attaccante David Di Michele, schierato in porta poiché l'Udinese aveva esaurito le sostituzioni). Il 15 maggio 2005 fa il proprio debutto nel campionato italiano, subentrando all'infortunato Morgan De Sanctis nella gara contro la Sampdoria (terminata 1-1). Gioca invece da titolare le restanti due partite di campionato con Cagliari e Milan, subendo in ognuna una rete.
Nella stagione 2005-2006 milita, in prestito, nel Treviso. Debutta nella prima partita di campionato di Serie A contro l'Inter, subendo 3 reti (tutte e tre da parte di Adriano); il 18 settembre, nella partita contro la Lazio, riceve la sua prima espulsione, e dopo questa partita viene relegato in panchina. Nella sessione invernale del calciomercato viene ceduto in prestito proprio alla Lazio, con la quale debutta nell'ultima partita di campionato contro il Parma.
Nella stagione 2006-2007 si trasferisce in prestito al Rimini, in Serie B, dove è da subito titolare. Esordisce alla prima giornata di campionato, il 9 settembre, in casa contro la Juventus, nella partita conclusasi con il risultato 1-1.

##### Ritorno all'Udinese

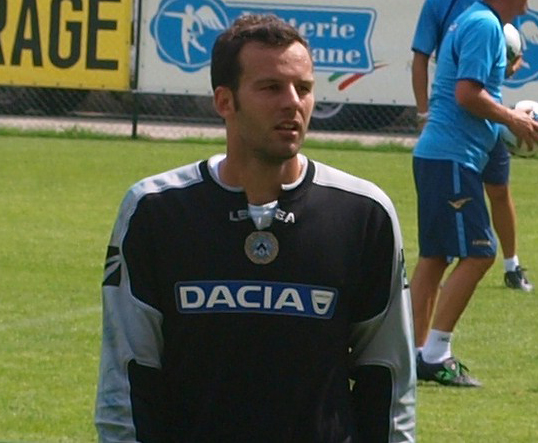
Handanovič durante l'esperienza all'Udinese.

Terminato il prestito col Rimini, fa ritorno all'Udinese. Gioca la prima partita stagionale il 16 settembre 2007 contro la Juventus (vittoria per 1-0) e da allora diventa titolare. Nella stagione 2008-2009 esordisce in Coppa UEFA (grazie al 7º posto ottenuto dall'Udinese nella stagione precedente) riuscendo ad arrivare ai quarti di finale. Nel campionato 2010-2011 non subisce reti per 704' consecutivi e para 6 degli 8 rigori fischiati contro l'Udinese, stabilendo così il record di rigori parati in una stagione in Serie A, e contribuendo al quarto posto dei friulani. All'inizio dell'annata seguente esordisce in Champions League, non riuscendo tuttavia ad accedere alla fase a gironi: nonostante due ottime prove del portiere, l'Udinese è infatti superata ai play-off dall'Arsenal.

##### Inter

###### I primi anni (2012-2018)

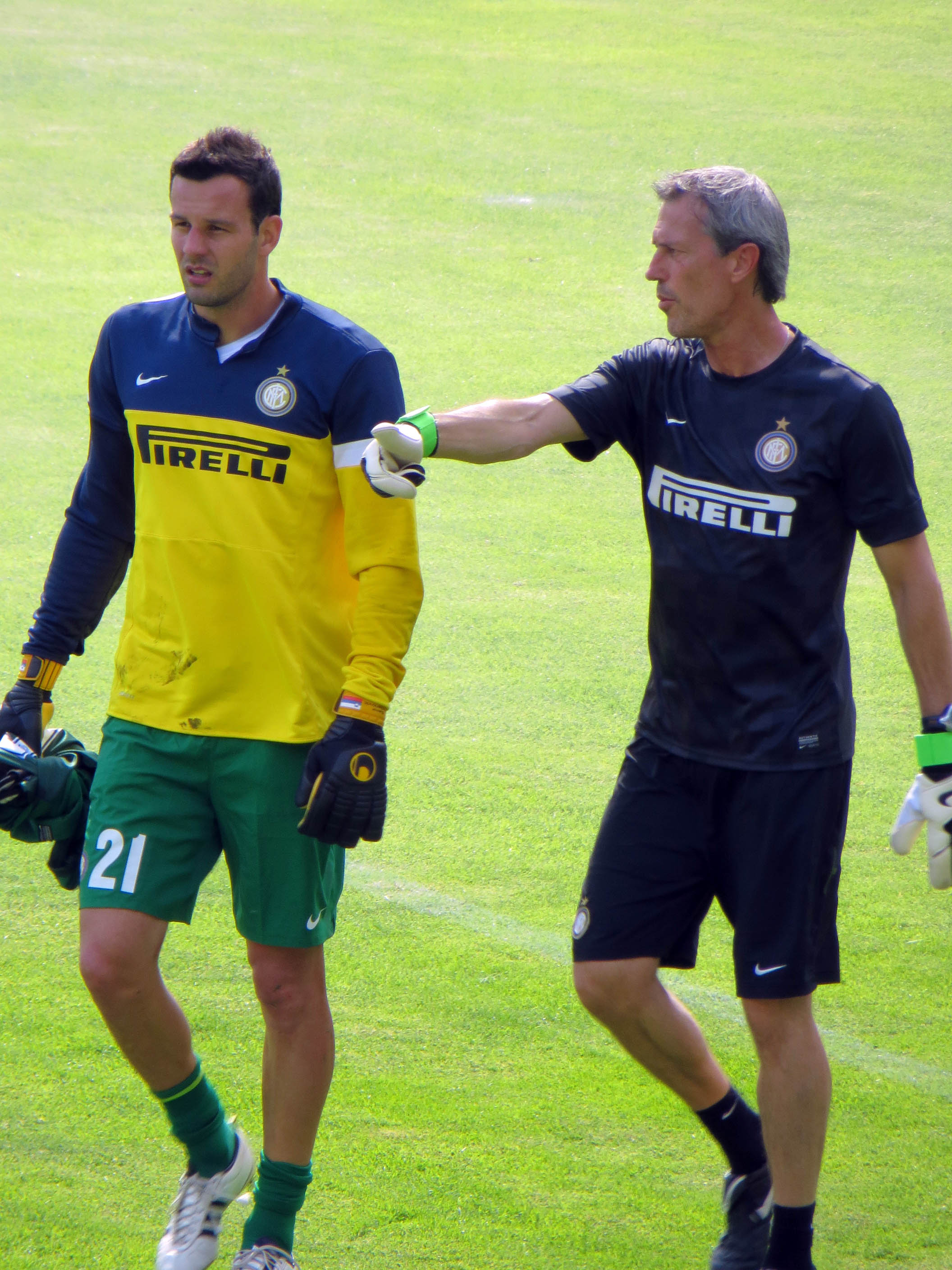
Handanovič con il preparatore dei portieri Nista nel 2012.

Il 9 luglio 2012 passa in compartecipazione all'Inter, nell'ambito dell'operazione che vede Davide Faraoni trasferirsi all'Udinese con la stessa formula. Scelto per raccogliere l'eredità del brasiliano Júlio César, lo sloveno debutta con la maglia nerazzurra il 2 agosto successivo, nella partita di andata del terzo turno di Europa League contro l'Hajduk Spalato (3-0). In campionato, a causa di un infortunio, deve attendere il 16 settembre per esordire, nella partita vinta contro il Torino (2-0). Quattro giorni più tardi debutta nella fase a gironi dell'Europa League, nella gara contro il Rubin (2-2). La stagione dell'Inter si rivela deludente, ma Handanovič riesce ugualmente a mettersi in luce come uno dei migliori giocatori della squadra.
Il 19 giugno 2013 l'Inter risolve a suo favore la comproprietà di Handanovič, con l'Udinese che fa lo stesso con Faraoni. Il 15 dicembre, nella gara contro il Napoli (2-4), para il primo rigore della sua esperienza nerazzurra, confermando la fama di para-rigori che si era guadagnato già ai tempi dell'Udinese: tra il 2014 e il 2015 ne respingerà 7 su 8, di cui i primi 6 consecutivi.
L'anno successivo è negativo per la squadra, ma lui offre comunque ottime prestazioni. Il 27 novembre 2014, nella vittoria contro il Dnipro (2-1), gioca la centesima partita in tutte le competizioni con l'Inter. Il 19 aprile 2015 raggiunge le 100 presenze in campionato con la maglia nerazzurra, nel derby contro il Milan (0-0). Nella stagione 2015-2016 colleziona la trecentesima presenza personale in Serie A, nella partita contro la Fiorentina del 27 settembre 2015 (1-4).

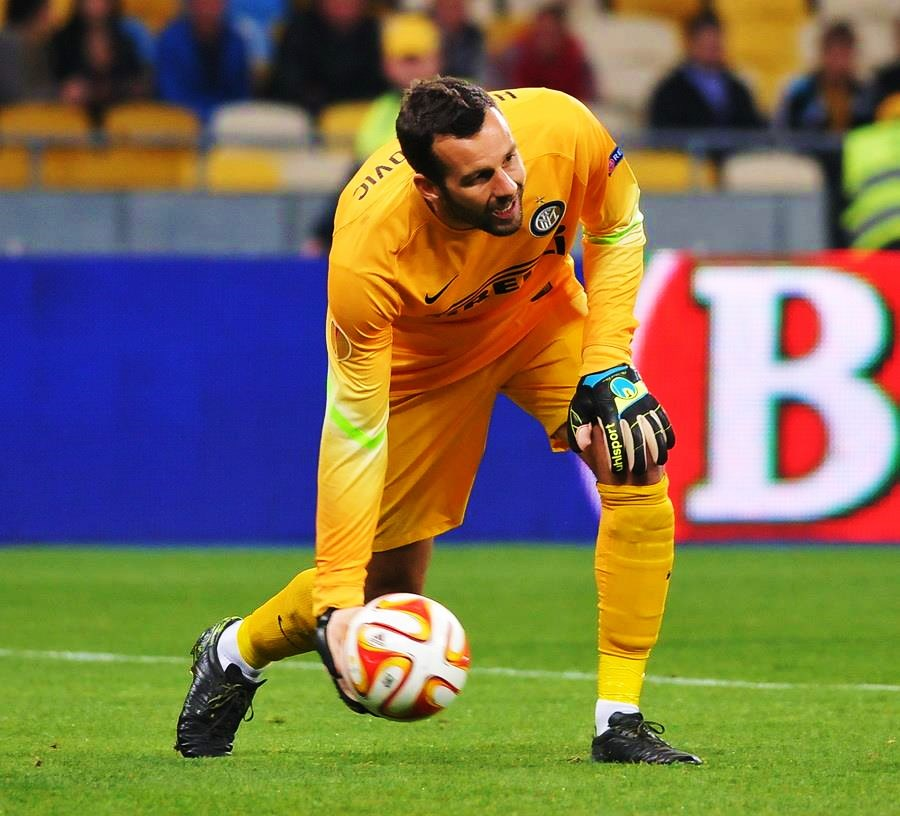
Handanovič durante la partita di Europa League contro il nel 2014.

Nell'annata 2016-2017, che si rivela negativa per la squadra sotto il punto di vista dei risultati, indossa per la prima volta da titolare la fascia di capitano, nella partita del 21 maggio 2017 vinta contro la Lazio (1-3). La stagione 2017-2018 vede Handanovič disputare tutte le partite di campionato, senza saltare neppure un minuto; oltre a ciò, l'estremo difensore mantiene la porta inviolata in 17 occasioni, eguagliando il record interista stabilito da Júlio César nella stagione 2009-2010. La squadra termina il campionato al quarto posto, tornando in Champions League dopo sei anni di assenza.

###### Le stagioni da capitano (2018-2023)
Nell'annata 2018-2019 disputa per la prima volta in carriera la fase a gironi della Champions League (dopo l'esperienza ai play-off nella stagione 2011-2012 con la maglia dell'Udinese), debuttando il 18 settembre 2018, in occasione della vittoria casalinga in rimonta sul Tottenham (2-1). Il 13 febbraio 2019, a causa di alcune frizioni tra Mauro Icardi e la società nerazzurra, viene promosso capitano della squadra. Durante la stagione gioca di nuovo tutte e 38 le partite di campionato e riesce a eguagliare il record della stagione precedente di 17 clean sheet, risultando anche di rilevante importanza nell'ultima giornata, nel successo interno contro l'Empoli (2-1), utile per il raggiungimento del quarto posto; viene inoltre scelto dalla Lega Calcio come miglior portiere della stagione appena conclusa.
Nella stagione 2019-2020, la prima iniziata da capitano, è ancora un punto fermo dell'Inter. Il 25 settembre 2019, nella sfida vinta per 1-0 contro la Lazio, tocca le trecento presenze in maglia nerazzurra. L'11 gennaio 2020, nel pareggio contro l'Atalanta per 1-1, è decisivo con un rigore parato nei minuti finali della partita: per il portiere sloveno è il 24º rigore parato in Serie A, che gli permette di eguagliare il record detenuto da Gianluca Pagliuca. Se in campionato l'Inter termina al secondo posto, alle spalle della Juventus, in Europa League arriva fino alla finale del 21 agosto, la prima a livello internazionale per Handanovič: a Colonia, però, i nerazzurri vengono battuti per 2-3 dal Siviglia. A fine torneo, Handanovič viene comunque inserito nella squadra della stagione.
Il 17 ottobre 2020, in occasione del derby di campionato perso per 1-2 contro il Milan, para un rigore a Zlatan Ibrahimović, staccando quindi Pagliuca e diventando il portiere col maggior numero di rigori parati nella storia della Serie A (25). Il 14 febbraio 2021, in occasione della partita vinta contro la Lazio per 3-1, colleziona la presenza numero 500 in Serie A. La vittoria contro i biancocelesti e le undici vittorie consecutive lanciano l'Inter verso la vittoria del campionato, la quale, complice il pari tra Atalanta e Sassuolo, diventa matematica il 2 maggio successivo, con quattro turni d'anticipo sulla fine del torneo: per Handanovič si tratta dunque del primo trofeo con i nerazzurri, nonché il primo in assoluto da professionista. Inoltre, nella partita contro la Juventus del 15 maggio, persa per 2-3, respinge l'ennesimo rigore, questa volta a Cristiano Ronaldo, migliorando ulteriormente il primato di rigori parati nella massima serie. Il 23 maggio, nell'ultima giornata contro l'Udinese, gioca la sua partita numero 329 con l'Inter in Serie A, superando Walter Zenga e posizionandosi al primo posto in solitaria nella classifica dei portieri interisti più presenti in massima serie.
Nella stagione successiva, segnata dall'avvicendamento in panchina tra Conte e Simone Inzaghi, continua ad essere impiegato titolare, fornendo tuttavia prestazioni altalenanti, e il 19 ottobre 2021, nella vittoria casalinga contro lo Sheriff Tiraspol (3-1), tocca quota 400 presenze con il club meneghino in tutte le competizioni, divenendo l'unico portiere raggiungere tale traguardo. Il 12 gennaio 2022, battendo per 2-1 la Juventus dopo i tempi supplementari, vince il suo secondo trofeo con l'Inter, la Supercoppa italiana. Il 3 aprile, in occasione di Juventus-Inter (0-1), colleziona la presenza numero 359 in Serie A con l'Inter, scavalcando Tarcisio Burgnich e salendo al 7º posto nella classifica dei più presenti del club in campionato. Il 6 maggio seguente, nella gara casalinga contro l'Empoli, raggiunge le 550 presenze in Serie A, divenendo il quarto portiere a raggiungere tale traguardo, nonché il primo staniero nel suo ruolo; diventa inoltre l’unico estremo difensore a collezionare almeno una presenza in ognuna delle ultime 17 stagioni, ovvero dal suo esordio. Nel corso della stagione vince anche la Coppa Italia, battendo in finale ancora la Juventus, in una gara terminata 4-2 per i nerazzurri dopo i tempi supplementari. In campionato, invece, i nerazzurri terminano al secondo posto e non riescono a riconfermarsi campioni.

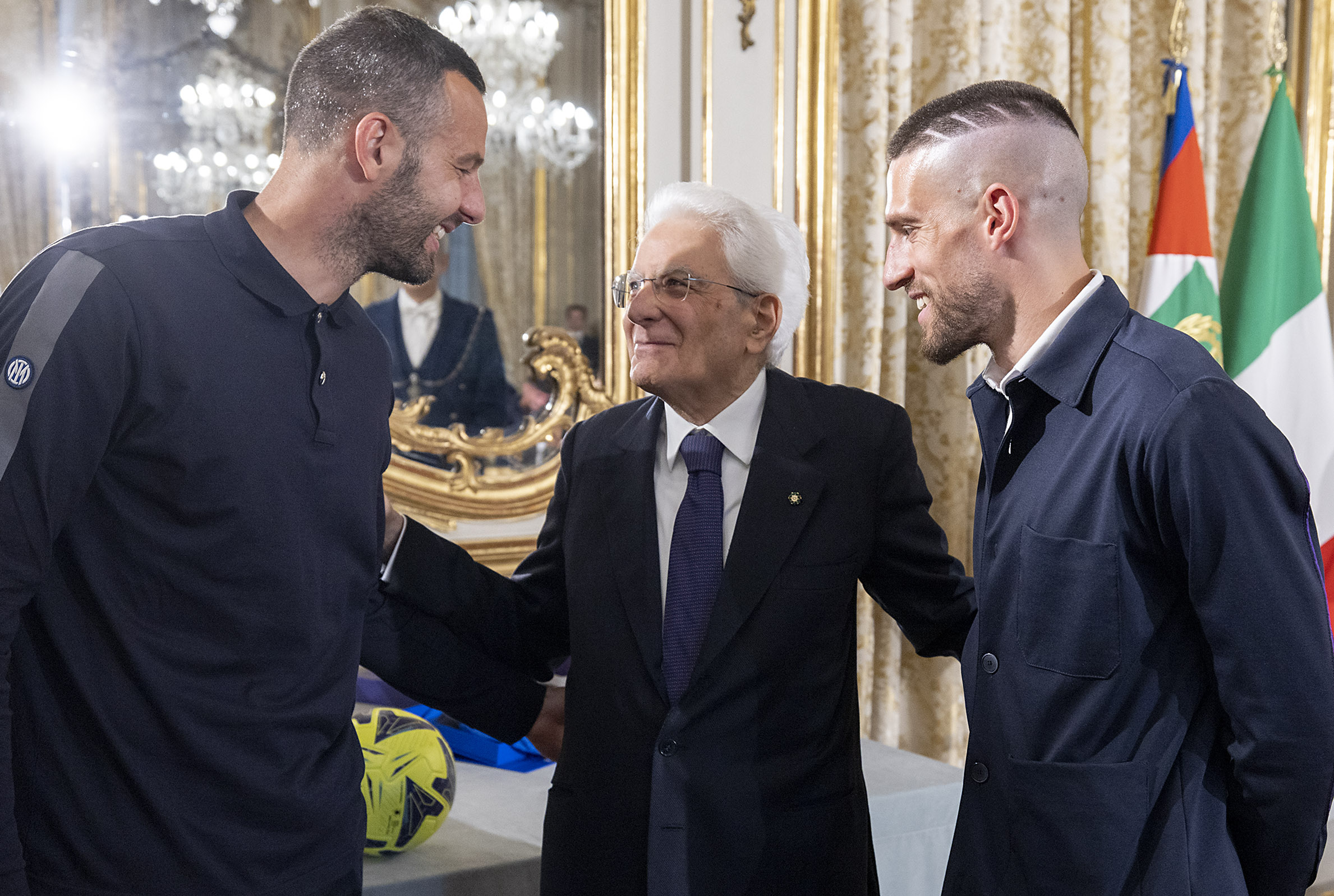
Handanovič con il presidente della Repubblica Mattarella e il capitano della Biraghi prima della finale di Coppa Italia nel 2023

Nell'annata 2022-2023 parte ancora come titolare, ma a partire da ottobre viene scalzato dal nuovo arrivato André Onana. Il 18 gennaio 2023, pur senza scendere in campo, vince il suo quarto trofeo con l'Inter, la Supercoppa italiana, con i nerazzurri che battono il Milan per 3-0. Il 24 maggio successivo alza al cielo la sua seconda Coppa Italia consecutiva, la nona della storia per il club nerazzurro, grazie alla vittoria per 2-1 in finale contro la Fiorentina. Il 3 giugno, in occasione dell'ultimo turno di campionato contro il Torino, tocca quota 455 presenze totali con l'Inter, raggiungendo Iván Córdoba al 10º posto nella classifica dei giocatori nerazzurri più presenti in tutte le competizione. Nella stessa stagione, pur non giocando alcuna partita nella competizione, raggiunge per la prima volta la finale della UEFA Champions League, persa per 1-0 contro il Manchester City.
Al termine dell'annata, lascia l'Inter alla scadenza naturale del contratto, dopo aver collezionato 455 presenze totali e aver vinto cinque trofei in undici stagioni di militanza in nerazzurro. Il 13 settembre 2023 viene reso noto il ritiro dall'attività agonistica.

#### Nazionale

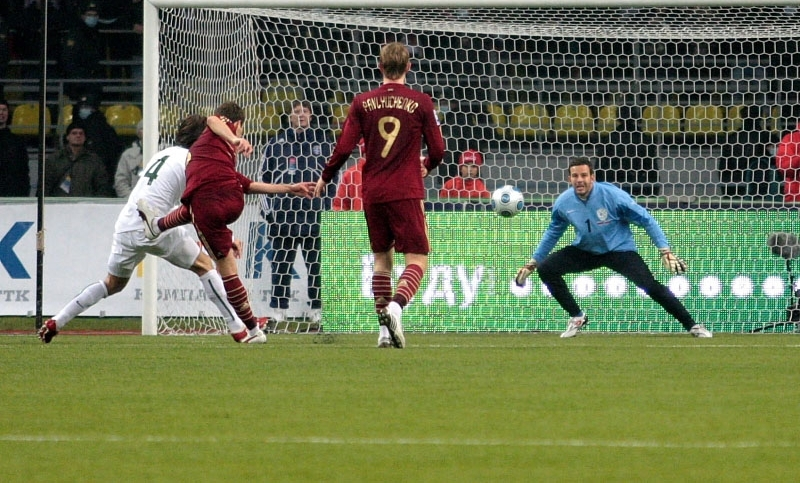
Handanović durante la gara contro la Russia, valida per le qualificazioni al campionato del mondo 2010

L'esordio con la selezione maggiore è datato 17 novembre 2004, quando disputa tutti i novanta minuti della gara esterna contro la Slovacchia, terminata con un pareggio a reti bianche. Poco utilizzato durante la prima parte delle qualificazioni al campionato mondiale 2006, tuttavia nelle partite di ritorno riesce a ritagliarsi spazio, giocando quattro gare. I balcanici terminano il gruppo alla quarta posizione, vana ai fini della qualificazioni alla fase finale del torneo. Il 26 maggio 2008, in occasione dell'amichevole con la Svezia, indossa per la prima volta la fascia da capitano.
In vista delle qualificazioni al campionato europeo 2008, Handanovič viene nuovamente impiegato da secondo portiere, riuscendo comunque a disputare ben undici gare, che decretano il penultimo posto nel girone.
Dopo aver disputato ogni singolo minuto delle qualificazioni al campionato del mondo, nel maggio 2010 viene inserito nella lista dei 23 convocati per l'imminente competizione iridata, nel quale la Slovenia è sorteggiata nel gruppo C con Algeria, Inghilterra e Stati Uniti. Il 13 giugno seguente esordisce nella competizione, mantenendo la porta inviolata nella vittoria contro l'Algeria, che vale il primo successo sloveno in una fase finale di un campionato mondiale. Nelle successive due partite gli sloveni raccolgono un pareggio e una sconfitta, concludendo il girone all'ultimo posto, venendo quindi eliminati.
Il 18 novembre 2015, in seguito alla sconfitta casalinga contro l'Ucraina che sancisce la mancata qualificazione al campionato europeo 2016, annuncia il proprio ritiro dalla nazionale. Conclude dunque la sua carriera con la selezione slovena dopo undici anni, con 81 presenze collezionate, che lo rendono tuttora il portiere con il maggior numero di apparizioni.

### Allenatore
Dopo aver collaborato con l'Inter nelle vesti di osservatore al termine della carriera agonistica, nell'agosto 2024 viene nominato come nuovo tecnico della formazione Under-17 del club nerazzurro.
Nel settembre del 2024, dopo aver completato il corso specifico presso il Settore Tecnico della FIGC a Coverciano, consegue la licenza UEFA A, che consente di guidare tutte le squadre giovanili (comprese le Primavera), tutte le squadre femminili e le prime squadre maschili fino alla Serie C inclusa.

## Statistiche

### Presenze e reti nei club
Statistiche aggiornate al 3 giugno 2023.
| Stagione        | Squadra         | Campionato      | Campionato | Campionato | Coppe nazionali | Coppe nazionali | Coppe nazionali | Coppe continentali | Coppe continentali | Coppe continentali | Altre coppe | Altre coppe | Altre coppe | Totale | Totale |
| Stagione        | Squadra         | Comp            | Pres       | Reti       | Comp            | Pres            | Reti            | Comp               | Pres               | Reti               | Comp        | Pres        | Reti        | Pres   | Reti   |
| --------------- | --------------- | --------------- | ---------- | ---------- | --------------- | --------------- | --------------- | ------------------ | ------------------ | ------------------ | ----------- | ----------- | ----------- | ------ | ------ |
| lug.-ago. 2003  | Domžale         | 1. SNL          | 0          | 0          | CS              | 0               | 0               | -                  | -                  | -                  | -           | -           | -           | 0      | 0      |
| ago.-nov. 2003  | Zagorje         | 2. SNL          | 11         | -14        | -               | -               | -               | -                  | -                  | -                  | -           | -           | -           | 11     | -14    |
| nov. 2003-2004  | Domžale         | 1. SNL          | 7          | -9         | CS              | 0               | 0               | -                  | -                  | -                  | -           | -           | -           | 7      | -9     |
| Totale Domžale  | Totale Domžale  | Totale Domžale  | 7          | -9         |                 | 0               | 0               |                    | -                  | -                  |             | -           | -           | 7      | -9     |
| 2004-2005       | Udinese         | A               | 3          | -2         | CI              | 2               | -6              | CU                 | 0                  | 0                  | -           | -           | -           | 5      | -8     |
| 2005-gen. 2006  | Treviso         | A               | 3          | -6         | CI              | 0               | 0               | -                  | -                  | -                  | -           | -           | -           | 3      | -6     |
| gen.-giu. 2006  | Lazio           | A               | 1          | 0          | CI              | 0               | 0               | -                  | -                  | -                  | -           | -           | -           | 1      | 0      |
| 2006-2007       | Rimini          | B               | 39         | -36        | CI              | 2               | -2              | -                  | -                  | -                  | -           | -           | -           | 41     | -38    |
| 2007-2008       | Udinese         | A               | 35         | -45        | CI              | 1               | 0               | -                  | -                  | -                  | -           | -           | -           | 36     | -45    |
| 2008-2009       | Udinese         | A               | 34         | -45        | CI              | 1               | -1              | CU                 | 10                 | -13                | -           | -           | -           | 45     | -59    |
| 2009-2010       | Udinese         | A               | 37         | -56        | CI              | 3               | -2              | -                  | -                  | -                  | -           | -           | -           | 40     | -58    |
| 2010-2011       | Udinese         | A               | 35         | -40        | CI              | 0               | 0               | -                  | -                  | -                  | -           | -           | -           | 35     | -40    |
| 2011-2012       | Udinese         | A               | 38         | -35        | CI              | 1               | -2              | UCL+UEL            | 2+10               | -3 + -10           | -           | -           | -           | 51     | -50    |
| Totale Udinese  | Totale Udinese  | Totale Udinese  | 182        | -223       |                 | 8               | -11             |                    | 22                 | -26                |             | -           | -           | 212    | -260   |
| 2012-2013       | Inter           | A               | 35         | -53        | CI              | 3               | -7              | UEL                | 10                 | -10                | -           | -           | -           | 48     | -70    |
| 2013-2014       | Inter           | A               | 36         | -32        | CI              | 1               | 0               | -                  | -                  | -                  | -           | -           | -           | 37     | -32    |
| 2014-2015       | Inter           | A               | 37         | -47        | CI              | 0               | 0               | UEL                | 3                  | -1                 | -           | -           | -           | 40     | -48    |
| 2015-2016       | Inter           | A               | 36         | -34        | CI              | 2               | -3              | -                  | -                  | -                  | -           | -           | -           | 38     | -37    |
| 2016-2017       | Inter           | A               | 37         | -47        | CI              | 1               | -2              | UEL                | 5                  | -8                 | -           | -           | -           | 43     | -57    |
| 2017-2018       | Inter           | A               | 38         | -30        | CI              | 1               | -1              | -                  | -                  | -                  | -           | -           | -           | 39     | -31    |
| 2018-2019       | Inter           | A               | 38         | -33        | CI              | 1               | -1              | UCL+UEL            | 6+4                | -7 + -1            | -           | -           | -           | 49     | -42    |
| 2019-2020       | Inter           | A               | 35         | -32        | CI              | 3               | -3              | UCL+UEL            | 6+4                | -9 + -4            | -           | -           | -           | 48     | -48    |
| 2020-2021       | Inter           | A               | 37         | -33        | CI              | 4               | -4              | UCL                | 6                  | -9                 | -           | -           | -           | 47     | -46    |
| 2021-2022       | Inter           | A               | 37         | -30        | CI              | 4               | -2              | UCL                | 8                  | -7                 | SI          | 1           | -1          | 50     | -40    |
| 2022-2023       | Inter           | A               | 14         | -18        | CI              | 2               | -2              | UCL                | 0                  | 0                  | SI          | 0           | 0           | 16     | -20    |
| Totale Inter    | Totale Inter    | Totale Inter    | 380        | -389       |                 | 22              | -25             |                    | 52                 | -56                |             | 1           | -1          | 455    | -471   |
| Totale carriera | Totale carriera | Totale carriera | 623        | -677       |                 | 32              | -38             |                    | 74                 | -82                |             | 1           | -1          | 730    | -798   |

### Cronologia presenze e reti in nazionale
| Cronologia completa delle presenze e delle reti in nazionale ― Slovenia | Cronologia completa delle presenze e delle reti in nazionale ― Slovenia | Cronologia completa delle presenze e delle reti in nazionale ― Slovenia | Cronologia completa delle presenze e delle reti in nazionale ― Slovenia | Cronologia completa delle presenze e delle reti in nazionale ― Slovenia | Cronologia completa delle presenze e delle reti in nazionale ― Slovenia | Cronologia completa delle presenze e delle reti in nazionale ― Slovenia | Cronologia completa delle presenze e delle reti in nazionale ― Slovenia |
| Data                                                                    | Città                                                                   | In casa                                                                 | Risultato                                                               | Ospiti                                                                  | Competizione                                                            | Reti                                                                    | Note                                                                    |
| ----------------------------------------------------------------------- | ----------------------------------------------------------------------- | ----------------------------------------------------------------------- | ----------------------------------------------------------------------- | ----------------------------------------------------------------------- | ----------------------------------------------------------------------- | ----------------------------------------------------------------------- | ----------------------------------------------------------------------- |
| 17-11-2004                                                              | Trnava                                                                  | Slovacchia                                                              | 0 – 0                                                                   | Slovenia                                                                | Amichevole                                                              | -                                                                       |                                                                         |
| 26-3-2005                                                               | Celje                                                                   | Slovenia                                                                | 0 – 1                                                                   | Germania                                                                | Amichevole                                                              | -1                                                                      |                                                                         |
| 30-3-2005                                                               | Celje                                                                   | Slovenia                                                                | 1 – 1                                                                   | Bielorussia                                                             | Qual. Mondiali 2006                                                     | -1                                                                      |                                                                         |
| 4-6-2005                                                                | Minsk                                                                   | Bielorussia                                                             | 1 – 1                                                                   | Slovenia                                                                | Qual. Mondiali 2006                                                     | -1                                                                      |                                                                         |
| 17-8-2005                                                               | Swansea                                                                 | Galles                                                                  | 0 – 0                                                                   | Slovenia                                                                | Amichevole                                                              | -                                                                       | 62’                                                                     |
| 7-9-2005                                                                | Chișinău                                                                | Moldavia                                                                | 1 – 2                                                                   | Slovenia                                                                | Qual. Mondiali 2006                                                     | -1                                                                      |                                                                         |
| 12-10-2005                                                              | Celje                                                                   | Slovenia                                                                | 0 – 3                                                                   | Scozia                                                                  | Qual. Mondiali 2006                                                     | -3                                                                      |                                                                         |
| 1-3-2006                                                                | Larnaca                                                                 | Romania                                                                 | 2 – 0                                                                   | Slovenia                                                                | Torneo di Cipro                                                         | -2                                                                      |                                                                         |
| 4-6-2006                                                                | Bondoufle                                                               | Costa d'Avorio                                                          | 3 – 0                                                                   | Slovenia                                                                | Amichevole                                                              | -1                                                                      | 46’                                                                     |
| 7-2-2007                                                                | Domžale                                                                 | Slovenia                                                                | 1 – 0                                                                   | Estonia                                                                 | Amichevole                                                              | -                                                                       | 61’                                                                     |
| 24-3-2007                                                               | Scutari                                                                 | Albania                                                                 | 0 – 0                                                                   | Slovenia                                                                | Qual. Euro 2008                                                         | -                                                                       |                                                                         |
| 28-3-2007                                                               | Celje                                                                   | Slovenia                                                                | 0 – 1                                                                   | Paesi Bassi                                                             | Qual. Euro 2008                                                         | -1                                                                      |                                                                         |
| 2-6-2007                                                                | Celje                                                                   | Slovenia                                                                | 1 – 2                                                                   | Romania                                                                 | Qual. Euro 2008                                                         | -2                                                                      |                                                                         |
| 6-6-2007                                                                | Timișoara                                                               | Romania                                                                 | 2 – 0                                                                   | Slovenia                                                                | Qual. Euro 2008                                                         | -2                                                                      |                                                                         |
| 22-8-2007                                                               | Podgorica                                                               | Montenegro                                                              | 1 – 1                                                                   | Slovenia                                                                | Amichevole                                                              | -1                                                                      |                                                                         |
| 8-9-2007                                                                | Lussemburgo                                                             | Lussemburgo                                                             | 0 – 3                                                                   | Slovenia                                                                | Qual. Euro 2008                                                         | -                                                                       |                                                                         |
| 12-9-2007                                                               | Celje                                                                   | Slovenia                                                                | 1 – 0                                                                   | Bielorussia                                                             | Qual. Euro 2008                                                         | -                                                                       |                                                                         |
| 13-10-2007                                                              | Celje                                                                   | Slovenia                                                                | 0 – 0                                                                   | Albania                                                                 | Qual. Euro 2008                                                         | -                                                                       |                                                                         |
| 17-10-2007                                                              | Eindhoven                                                               | Paesi Bassi                                                             | 2 – 0                                                                   | Slovenia                                                                | Qual. Euro 2008                                                         | -2                                                                      |                                                                         |
| 21-11-2007                                                              | Celje                                                                   | Slovenia                                                                | 0 – 2                                                                   | Bulgaria                                                                | Qual. Euro 2008                                                         | -2                                                                      |                                                                         |
| 6-2-2008                                                                | Nova Gorica                                                             | Slovenia                                                                | 1 – 2                                                                   | Danimarca                                                               | Amichevole                                                              | -2                                                                      |                                                                         |
| 26-3-2008                                                               | Zalaegerszeg                                                            | Ungheria                                                                | 0 – 1                                                                   | Slovenia                                                                | Amichevole                                                              | -                                                                       |                                                                         |
| 26-5-2008                                                               | Göteborg                                                                | Svezia                                                                  | 1 – 0                                                                   | Slovenia                                                                | Amichevole                                                              | -1                                                                      | cap.                                                                    |
| 20-8-2008                                                               | Maribor                                                                 | Slovenia                                                                | 2 – 3                                                                   | Croazia                                                                 | Amichevole                                                              | -3                                                                      |                                                                         |
| 6-9-2008                                                                | Breslavia                                                               | Polonia                                                                 | 1 – 1                                                                   | Slovenia                                                                | Qual. Mondiali 2010                                                     | -1                                                                      |                                                                         |
| 10-9-2008                                                               | Maribor                                                                 | Slovenia                                                                | 2 – 1                                                                   | Slovacchia                                                              | Qual. Mondiali 2010                                                     | -1                                                                      |                                                                         |
| 11-10-2008                                                              | Maribor                                                                 | Slovenia                                                                | 2 – 0                                                                   | Irlanda del Nord                                                        | Qual. Mondiali 2010                                                     | -                                                                       |                                                                         |
| 15-10-2008                                                              | Teplice                                                                 | Rep. Ceca                                                               | 1 – 0                                                                   | Slovenia                                                                | Qual. Mondiali 2010                                                     | -1                                                                      |                                                                         |
| 19-11-2008                                                              | Maribor                                                                 | Slovenia                                                                | 3 – 4                                                                   | Bosnia ed Erzegovina                                                    | Amichevole                                                              | -2                                                                      | 51’                                                                     |
| 11-2-2009                                                               | Genk                                                                    | Belgio                                                                  | 2 – 0                                                                   | Slovenia                                                                | Amichevole                                                              | -2                                                                      |                                                                         |
| 12-8-2009                                                               | Maribor                                                                 | Slovenia                                                                | 5 – 0                                                                   | San Marino                                                              | Qual. Mondiali 2010                                                     | -                                                                       |                                                                         |
| 5-9-2009                                                                | Londra                                                                  | Inghilterra                                                             | 2 – 1                                                                   | Slovenia                                                                | Amichevole                                                              | -2                                                                      |                                                                         |
| 9-9-2009                                                                | Maribor                                                                 | Slovenia                                                                | 3 – 0                                                                   | Polonia                                                                 | Qual. Mondiali 2010                                                     | -                                                                       |                                                                         |
| 10-10-2009                                                              | Bratislava                                                              | Slovacchia                                                              | 0 – 2                                                                   | Slovenia                                                                | Qual. Mondiali 2010                                                     | -                                                                       |                                                                         |
| 14-10-2009                                                              | Serravalle                                                              | San Marino                                                              | 0 – 3                                                                   | Slovenia                                                                | Qual. Mondiali 2010                                                     | -                                                                       |                                                                         |
| 14-11-2009                                                              | Mosca                                                                   | Russia                                                                  | 2 – 1                                                                   | Slovenia                                                                | Qual. Mondiali 2010                                                     | -2                                                                      |                                                                         |
| 18-11-2009                                                              | Maribor                                                                 | Slovenia                                                                | 1 – 0                                                                   | Russia                                                                  | Qual. Mondiali 2010                                                     | -                                                                       | 66’                                                                     |
| 3-3-2010                                                                | Maribor                                                                 | Slovenia                                                                | 4 – 1                                                                   | Qatar                                                                   | Amichevole                                                              | -1                                                                      | 70’                                                                     |
| 4-6-2010                                                                | Maribor                                                                 | Slovenia                                                                | 3 – 1                                                                   | Nuova Zelanda                                                           | Amichevole                                                              | -1                                                                      |                                                                         |
| 13-6-2010                                                               | Polokwane                                                               | Algeria                                                                 | 0 – 1                                                                   | Slovenia                                                                | Mondiali 2010 - 1º turno                                                | -                                                                       |                                                                         |
| 18-6-2010                                                               | Johannesburg                                                            | Stati Uniti                                                             | 2 – 2                                                                   | Slovenia                                                                | Mondiali 2010 - 1º turno                                                | -2                                                                      |                                                                         |
| 23-6-2010                                                               | Port Elizabeth                                                          | Inghilterra                                                             | 1 – 0                                                                   | Slovenia                                                                | Mondiali 2010 - 1º turno                                                | -1                                                                      |                                                                         |
| 11-8-2010                                                               | Lubiana                                                                 | Slovenia                                                                | 2 – 0                                                                   | Australia                                                               | Amichevole                                                              | -                                                                       |                                                                         |
| 3-9-2010                                                                | Maribor                                                                 | Slovenia                                                                | 0 – 1                                                                   | Irlanda del Nord                                                        | Qual. Euro 2012                                                         | -1                                                                      |                                                                         |
| 7-9-2010                                                                | Belgrado                                                                | Serbia                                                                  | 1 – 1                                                                   | Slovenia                                                                | Qual. Euro 2012                                                         | -1                                                                      | 16’                                                                     |
| 8-10-2010                                                               | Lubiana                                                                 | Slovenia                                                                | 5 – 1                                                                   | Fær Øer                                                                 | Qual. Euro 2012                                                         | -1                                                                      |                                                                         |
| 12-10-2010                                                              | Tallinn                                                                 | Estonia                                                                 | 0 – 1                                                                   | Slovenia                                                                | Qual. Euro 2012                                                         | -                                                                       |                                                                         |
| 17-11-2010                                                              | Capodistria                                                             | Slovenia                                                                | 1 – 2                                                                   | Georgia                                                                 | Amichevole                                                              | -                                                                       | 53’                                                                     |
| 25-3-2011                                                               | Lubiana                                                                 | Slovenia                                                                | 0 – 1                                                                   | Italia                                                                  | Qual. Euro 2012                                                         | -1                                                                      |                                                                         |
| 29-3-2011                                                               | Belfast                                                                 | Irlanda del Nord                                                        | 0 – 0                                                                   | Slovenia                                                                | Qual. Euro 2012                                                         | -                                                                       |                                                                         |
| 3-6-2011                                                                | Toftir                                                                  | Fær Øer                                                                 | 0 – 2                                                                   | Slovenia                                                                | Qual. Euro 2012                                                         | -                                                                       |                                                                         |
| 10-8-2011                                                               | Lubiana                                                                 | Slovenia                                                                | 0 – 0                                                                   | Belgio                                                                  | Amichevole                                                              | -                                                                       |                                                                         |
| 2-9-2011                                                                | Lubiana                                                                 | Slovenia                                                                | 1 – 2                                                                   | Estonia                                                                 | Qual. Euro 2012                                                         | -2                                                                      | 27’                                                                     |
| 11-10-2011                                                              | Maribor                                                                 | Slovenia                                                                | 1 – 0                                                                   | Serbia                                                                  | Qual. Euro 2012                                                         | -                                                                       |                                                                         |
| 15-11-2011                                                              | Lubiana                                                                 | Slovenia                                                                | 2 – 3                                                                   | Stati Uniti                                                             | Amichevole                                                              | -3                                                                      | cap.                                                                    |
| 29-2-2012                                                               | Capodistria                                                             | Slovenia                                                                | 1 – 1                                                                   | Scozia                                                                  | Amichevole                                                              | -1                                                                      | cap.                                                                    |
| 26-5-2012                                                               | Kufstein                                                                | Grecia                                                                  | 1 – 1                                                                   | Slovenia                                                                | Amichevole                                                              | -1                                                                      |                                                                         |
| 12-10-2012                                                              | Maribor                                                                 | Slovenia                                                                | 2 – 1                                                                   | Cipro                                                                   | Qual. Mondiali 2014                                                     | -1                                                                      | cap.                                                                    |
| 16-10-2012                                                              | Tirana                                                                  | Albania                                                                 | 1 – 0                                                                   | Slovenia                                                                | Qual. Mondiali 2014                                                     | -1                                                                      | cap.                                                                    |
| 14-11-2012                                                              | Skopje                                                                  | Macedonia                                                               | 3 – 2                                                                   | Slovenia                                                                | Amichevole                                                              | -3                                                                      | cap.                                                                    |
| 6-2-2013                                                                | Lubiana                                                                 | Slovenia                                                                | 0 – 3                                                                   | Bosnia ed Erzegovina                                                    | Amichevole                                                              | -3                                                                      |                                                                         |
| 22-3-2013                                                               | Lubiana                                                                 | Slovenia                                                                | 1 – 2                                                                   | Islanda                                                                 | Qual. Mondiali 2014                                                     | -2                                                                      |                                                                         |
| 7-6-2013                                                                | Reykjavík                                                               | Islanda                                                                 | 2 – 4                                                                   | Slovenia                                                                | Qual. Mondiali 2014                                                     | -2                                                                      |                                                                         |
| 14-8-2013                                                               | Turku                                                                   | Finlandia                                                               | 2 – 0                                                                   | Slovenia                                                                | Amichevole                                                              | -2                                                                      |                                                                         |
| 6-9-2013                                                                | Lubiana                                                                 | Slovenia                                                                | 1 – 0                                                                   | Albania                                                                 | Qual. Mondiali 2014                                                     | -                                                                       | 90+2’                                                                   |
| 10-9-2013                                                               | Strovolos                                                               | Cipro                                                                   | 0 – 2                                                                   | Slovenia                                                                | Qual. Mondiali 2014                                                     | -                                                                       |                                                                         |
| 11-10-2013                                                              | Maribor                                                                 | Slovenia                                                                | 3 – 0                                                                   | Norvegia                                                                | Qual. Mondiali 2014                                                     | -                                                                       |                                                                         |
| 15-10-2013                                                              | Berna                                                                   | Svizzera                                                                | 1 – 0                                                                   | Slovenia                                                                | Qual. Mondiali 2014                                                     | -1                                                                      |                                                                         |
| 5-3-2014                                                                | Blida                                                                   | Algeria                                                                 | 2 – 0                                                                   | Slovenia                                                                | Amichevole                                                              | -2                                                                      |                                                                         |
| 4-6-2014                                                                | Montevideo                                                              | Uruguay                                                                 | 2 – 0                                                                   | Slovenia                                                                | Amichevole                                                              | -2                                                                      |                                                                         |
| 8-9-2014                                                                | Tallinn                                                                 | Estonia                                                                 | 1 – 0                                                                   | Slovenia                                                                | Qual. Euro 2016                                                         | -1                                                                      |                                                                         |
| 9-10-2014                                                               | Maribor                                                                 | Slovenia                                                                | 1 – 0                                                                   | Svizzera                                                                | Qual. Euro 2016                                                         | -                                                                       |                                                                         |
| 12-10-2014                                                              | Vilnius                                                                 | Lituania                                                                | 0 – 2                                                                   | Slovenia                                                                | Qual. Euro 2016                                                         | -                                                                       |                                                                         |
| 15-11-2014                                                              | Londra                                                                  | Inghilterra                                                             | 3 – 1                                                                   | Slovenia                                                                | Qual. Euro 2016                                                         | -3                                                                      |                                                                         |
| 27-3-2015                                                               | Lubiana                                                                 | Slovenia                                                                | 6 – 0                                                                   | San Marino                                                              | Qual. Euro 2016                                                         | -                                                                       |                                                                         |
| 14-6-2015                                                               | Lubiana                                                                 | Slovenia                                                                | 2 – 3                                                                   | Inghilterra                                                             | Qual. Euro 2016                                                         | -3                                                                      |                                                                         |
| 5-9-2015                                                                | Basilea                                                                 | Svizzera                                                                | 3 – 2                                                                   | Slovenia                                                                | Qual. Euro 2016                                                         | -3                                                                      | 65’                                                                     |
| 8-9-2015                                                                | Maribor                                                                 | Slovenia                                                                | 1 – 0                                                                   | Estonia                                                                 | Qual. Euro 2016                                                         | -                                                                       |                                                                         |
| 9-10-2015                                                               | Lubiana                                                                 | Slovenia                                                                | 1 – 1                                                                   | Lituania                                                                | Qual. Euro 2016                                                         | -1                                                                      |                                                                         |
| 14-11-2015                                                              | Leopoli                                                                 | Ucraina                                                                 | 2 – 0                                                                   | Slovenia                                                                | Qual. Euro 2016                                                         | -2                                                                      |                                                                         |
| 17-11-2015                                                              | Maribor                                                                 | Slovenia                                                                | 1 – 1                                                                   | Ucraina                                                                 | Qual. Euro 2016                                                         | -1                                                                      |                                                                         |
| Totale                                                                  |                                                                         | Presenze (6º posto)                                                     | 81                                                                      |                                                                         | Reti                                                                    | -86                                                                     |                                                                         |

### Record
- Portiere col maggior numero di rigori parati in Serie A: 26.[5]
- Portiere ad aver parato il maggior numero di rigori in una stagione di Serie A: 6 (nel campionato 2010-2011).[6][7]
- Portiere con il maggior numero di presenze con l'Inter in Serie A (380).[110]

## Palmarès

### Club
- Campionato italiano: 1

Inter: 2020-2021
- Supercoppa italiana: 2

Inter: 2021, 2022
- Coppa Italia: 2

Inter: 2021-2022, 2022-2023

### Individuale
- Calciatore sloveno dell'anno: 3

2009, 2011, 2012
- Gran Galà del calcio AIC: 3

Squadra dell'anno: 2011, 2013, 2019
- Premi Lega Serie A: 1

Miglior portiere: 2018-2019
- Squadra della stagione della UEFA Europa League: 1

2019-2020